# Istanbul Cup 2005 - Doppio
Il doppio del torneo di tennis Istanbul Cup 2005, facente parte del WTA Tour 2005, ha avuto come vincitrici Marta Marrero e Antonella Serra Zanetti che hanno battuto in finale Daniela Klemenschits e Sandra Klemenschits per 6-4, 6-0.

## Teste di serie
1. Lisa Raymond /  Rennae Stubbs (primo turno)
2. Jill Craybas /  Jennifer Russell (primo turno)

1. Emmanuelle Gagliardi /  Ipek Şenoğlu (quarti di finale)
2. Marta Marrero /  Antonella Serra Zanetti (campionesse)

## Tabellone

### Legenda
| - Q = Qualificato - WC = Wild card - LL = Lucky loser | - ALT = Alternate - SE = Special Exempt - PR = Protected Ranking | - w/o = Walkover - r = Ritirato - d = Squalificato |